# Standard Hotell, Nyköping
Standard Hotell var ett hotell med restaurang beläget vid Teaterparken i Nyköping.  Hotellet öppnades valborgsmässoafton 1914. 1976 lades verksamheten ner och hotellet byggdes om till bostäder.
Hotellet ritades av arkitekten Osvald Almqvist och uppfördes av Byggnadsfirma Lindeberg & Co och stod klart 1913. Byggnaden är uppförd i nationalromantisk stil. Fasaden är utförd i grovt rödtegel med spröjsade fönster. 